# Bobsleigh nos Jogos Olímpicos de Inverno de 2006 - Equipes masculinas
A competição de equipes masculinas de bobsleigh nos Jogos Olímpicos de Inverno de 2006 foi disputado no dia 25 de fevereiro.

## Medalhistas
|  | GER Alemanha                                    |  | RUS Rússia                                                          |  | SUI Suíça                                             |
|  | André Lange Rene Hoppe Kevin Kuske Martin Putze |  | Alexandre Zoubkov Philippe Egorov Alexei Seliverstov Alexey Voevoda |  | Martin Annen Thomas Lamparter Beat Hefti Cedric Grand |

## Resultados
| Pos | Equipe                | Total   | Total  | Nº | 1ª corrida | 1ª corrida | 2ª corrida | 2ª corrida | 3ª corrida | 3ª corrida | 4ª corrida | 4ª corrida | Piloto            | 2ª atleta           | 3ª atleta             | 4ª atleta            |
| Pos | Equipe                | Tempo   | Dif    | Nº | Tempo      | P          | Tempo      | P          | Tempo      | P          | Tempo      | P          | Piloto            | 2ª atleta           | 3ª atleta             | 4ª atleta            |
| --- | --------------------- | ------- | ------ | -- | ---------- | ---------- | ---------- | ---------- | ---------- | ---------- | ---------- | ---------- | ----------------- | ------------------- | --------------------- | -------------------- |
| 1   | GER Alemanha I        | 3:40.42 |        | 8  | 55.20s     | 1          | 55.30s     | 1          | 54.80s     | 1          | 55.12s     | 2          | Andre Lange       | Rene Hoppe          | Kevin Kuske           | Martin Putze         |
| 2   | RUS Rússia I          | 3:40.55 | +0.13s | 6  | 55.22s     | 2          | 55.45s     | 4          | 54.87s     | 2          | 55.01s     | 1          | Alexandre Zoubkov | Filipp Egorov       | Alexej Seliverstov    | Alexey Voevoda       |
| 3   | SUI Suíça I           | 3:40.83 | +0.41s | 9  | 55.26s     | 3          | 55.37s     | 2          | 55.00s     | 5          | 55.20s     | 4          | Martin Annen      | Thomas Lamparter    | Beat Hefti            | Cedric Grand         |
| 4   | CAN Canadá I          | 3:40.92 | +0.50s | 2  | 55.34s     | 4          | 55.43s     | 3          | 54.95s     | 4          | 55.20s     | 4          | Pierre Lueders    | Ken Kotyk           | Morgan Alexander      | Lascelles Brown      |
| 5   | GER Alemanha II       | 3:41.04 | +0.62s | 10 | 55.47s     | 7          | 55.48s     | 5          | 54.91s     | 3          | 55.18s     | 3          | Rene Spies        | Christoph Heyder    | Enrico Kuehn          | Alexander Metzger    |
| 6   | USA Estados Unidos II | 3:41.36 | +0.94s | 4  | 55.46s     | 6          | 55.50s     | 6          | 55.14s     | 7          | 55.26s     | 6          | Steven Holcomb    | Curt Tomasevicz     | Bill Schuffenhauer    | Lorenzo Smith        |
| 7   | USA Estados Unidos I  | 3:41.44 | +1.02s | 1  | 55.43s     | 5          | 55.56s     | 7          | 55.04s     | 6          | 55.41s     | 10         | Todd Hays         | Pavle Jovanovic     | Steve Mesler          | Brock Kreitzburg     |
| 8   | SUI Suíça II          | 3:41.80 | +1.38s | 5  | 55.65s     | 9          | 55.63s     | 9          | 55.22s     | 9          | 55.30s     | 7          | Ivo Rueegg        | Andi Gees           | Roman Handschin       | Christian Aebli      |
| 9   | RUS Rússia II         | 3:41.93 | +1.51s | 7  | 55.87s     | 13         | 55.57s     | 8          | 55.16s     | 8          | 55.33s     | 9          | Evgeny Popov      | Sergei Golubev      | Piotr Makartchuk      | Dmitry Stepushkin    |
| 10  | LAT Letônia I         | 3:42.59 | +2.17s | 16 | 55.88s     | 14         | 55.69s     | 10         | 55.51s     | 11         | 55.51s     | 12         | Janis Minins      | Daumants Dreishkens | Marcis Rullis         | Janis Ozols          |
| 11  | ITA Itália II         | 3:42.61 | +2.19s | 18 | 55.80s     | 11         | 55.73s     | 11         | 55.57s     | 12         | 55.51s     | 12         | Fabrizio Tosini   | Luca Ottolino       | Antonio De Sanctis    | Giorgio Morbidelli   |
| 12  | ITA Itália I          | 3:42.84 | +2.42s | 3  | 55.63s     | 8          | 56.13s     | 18         | 55.46s     | 10         | 55.62s     | 18         | Simone Bertazzo   | Samuele Romanini    | Matteo Torchio        | Omar Sacco           |
| 13  | AUT Áustria I         | 3:42.86 | +2.44s | 22 | 55.77s     | 10         | 55.83s     | 13         | 55.73s     | 15         | 55.53s     | 15         | Wolfgang Stampfer | Klaus Seelos        | Juergen Loacker       | Hans Peter Welz      |
| 14  | CZE República Checa I | 3:42.97 | +2.55s | 15 | 55.92s     | 16         | 55.83s     | 13         | 55.66s     | 13         | 55.56s     | 16         | Ivo Danilevic     | Radek Rechka        | Roman Gomola          | Jan Kobian           |
| 15  | POL Polônia I         | 3:43.02 | +2.60s | 11 | 55.89s     | 15         | 55.79s     | 12         | 55.85s     | 17         | 55.49s     | 11         | Dawid Kupczyk     | Michal Zblewski     | Mariusz Latkowski     | Marcin Placheta      |
| 16  | NED Países Baixos I   | 3:43.19 | +2.77s | 12 | 55.82s     | 12         | 56.08s     | 16         | 55.78s     | 16         | 55.51s     | 12         | Arend Glas        | Vincent Kortbeek    | Sybren Jansma         | Arno Klaassen        |
| 17  | GBR Grã-Bretanha I    | 3:43.38 | +2.96s | 13 | 56.06s     | 17         | 56.07s     | 15         | 55.93s     | 19         | 55.32s     | 8          | Lee Johnston      | Martin Wright       | Karl Johnston         | Dan Humphries        |
| 18  | CAN Canadá II         | 3:43.52 | +3.10s | 20 | 56.10s     | 19         | 56.15s     | 20         | 55.69s     | 14         | 55.58s     | 17         | Serge Despres     | Nathan Cunningham   | Steve Larsen          | David Bissett        |
| 19  | FRA França I          | 3:43.75 | +3.33s | 21 | 56.09s     | 18         | 56.08s     | 16         | 55.87s     | 18         | 55.71s     | 19         | Bruno Mingeon     | Christophe Fouquet  | Pierre-Alain Menneron | Alexandre Vanhoutte  |
| 20  | SVK Eslováquia I      | 3:44.66 | +4.24s | 14 | 56.29s     | 20         | 56.13s     | 18         | 56.26s     | 21         | 55.98s     | 20         | Milan Jagnesak    | Viktor Rajek        | Andrej Benda          | Robert Krestanko     |
| 21  | LAT Letônia II        | 2:49.01 |        | 23 | 56.34s     | 21         | 56.54s     | 21         | 56.13s     | 20         |            |            | Mihails Arhipovs  | Intars Dicmanis     | Maris Bogdanovs       | Reinis Rozitis       |
| 22  | ROU Romênia I         | 2:49.72 |        | 17 | 56.61s     | 22         | 56.70s     | 23         | 56.41s     | 22         |            |            | Nicolae Istrate   | Adrian Duminicel    | Gabriel Popa          | Ioan Danut Dovalciuc |
| 23  | CRO Croácia I         | 2:49.75 |        | 19 | 56.67s     | 23         | 56.57s     | 22         | 56.51s     | 24         |            |            | Ivan Sola         | Slaven Krajacic     | Alek Osmanovic        | Jurica Grabusic      |
| 24  | HUN Hungria I         | 2:50.17 |        | 25 | 56.99s     | 24         | 56.73s     | 24         | 56.45s     | 23         |            |            | Marton Gyulai     | Zsolt Kurtosi       | Tamas Margl           | Bertalan Pinter      |
| 25  | BRA Brasil I          | 2:58.94 |        | 24 | 1:00.31    | 25         | 58.51s     | 25         | 1:00.12    | 25         |            |            | Ricardo Raschini  | Marcio Silva        | Claudinei Quirino     | Edson Bindilatti     |
|     | NZL Nova Zelândia I   | DNS     |        | 26 | DNS        |            |            |            |            |            |            |            | Alan Henderson    | Aaron Orangi        | Steve Harrison        | Matthew Dallow       |

Legenda
| Recorde mundial      | Recorde mundial (World record)               |                       | Recorde africano                      | Recorde africano (African) |                                           | Q | Classificado por posição (Qualified) |
| Recorde olímpico     | Recorde olímpico (Olympic record)            | Recorde da América    | Recorde da América (Americas)         | q                          | Classificado por melhor tempo (Qualified) |   |                                      |
| Melhor marca do ano  | Melhor marca do ano (World leading)          | Recorde asiático      | Recorde asiático (Asian)              | DNS                        | Não largou (Did not start)                |   |                                      |
| Recorde nacional     | Recorde nacional (National record)           | Recorde europeu       | Recorde europeu (European)            | DNF                        | Não terminou (Did not finish)             |   |                                      |
| Recorde pessoal      | Recorde pessoal do atleta (Personal best)    | Recorde da Oceania    | Recorde da Oceania (Oceania)          | DSQ / DQ                   | Desclassificado (Disqualified)            |   |                                      |
| Recorde da temporada | Recorde da temporada do atleta (Season best) | Recorde sul-americano | Recorde sul-americano (South America) | NM                         | Sem marca (No mark)                       |   |                                      |